# Megachile rambutwan
Megachile rambutwan är en biart som beskrevs av Cheesman 1936. Megachile rambutwan ingår i släktet tapetserarbin, och familjen buksamlarbin. Inga underarter finns listade i Catalogue of Life.